# Wielersport op de Gemenebestspelen 2002
Wielersport is een van de sporten die beoefend werden tijdens de Gemenebestspelen 2002 in Manchester, Engeland. Sinds 1990 zijn er onderdelen voor vrouwen en mannen opgenomen in de kalender.

## Achtergrond
Bij de vrouwen waren deze editie vier onderdelen op de baan en twee op de weg en voor de mannen betrof het zeven onderdelen op de baan en twee op de weg. Daarnaast was mountainbiken voor het eerst bij de Gemenebestpelen onderdeel van de agenda, er vonden wedstrijden plaats bij de mannen en vrouwen, waardoor het totale aantal onderdelen zeventien bedroeg.
Het medailleklassement werd gewonnen door Australië dat in totaal 23 medailles won, waarvan 10 gouden. De Engelsen sloten het medailleklassement af met elf medailles, maar geen gouden waardoor ze zesde eindigden, Wales en Schotland wisten wel een gouden medaille te winnen en stonden hierdoor boven de Engelsen al wonnen ze beide in totaal twee medailles.
De wegwedstrijd was bij de mannen iets langer dan 187 kilometer en bedroeg bij de vrouwen bijna 94 kilometer. Voor de tijdrit moesten de mannen een parcours afleggen van 46,8 kilometer en de vrouwen van 23,4 kilometer. De mountainbikewedstrijd voor de mannen was bijna 35 kilometer lang en de vrouwen moesten op dit onderdeel 27,6 kilometer afleggen.

## Uitslagen

### Mannen
| Discipline           | Goud                                                                            | Zilver                                                                          | Brons                                                                      |
| Baan                 | Baan                                                                            | Baan                                                                            | Baan                                                                       |
| -------------------- | ------------------------------------------------------------------------------- | ------------------------------------------------------------------------------- | -------------------------------------------------------------------------- |
| Achtervolging        | Bradley McGee                                                                   | Bradley Wiggins                                                                 | Paul Manning                                                               |
| Ploegenachtervolging | Australië Graeme Brown Peter Dawson Mark Renshaw Luke Roberts Stephen Woolridge | Engeland Stephen Cummings Paul Manning Chris Newton Bryan Steel Bradley Wiggins | Nieuw-Zeeland Greg Henderson Matthew Randall Hayden Roulston Lee Vertongen |
| Puntenkoers          | Greg Henderson                                                                  | Mark Renshaw                                                                    | Chris Newton                                                               |
| Scratch              | Graeme Brown                                                                    | Huw Pritchard                                                                   | Tony Gibb                                                                  |
| Sprint               | Ryan Bayley                                                                     | Sean Eadie                                                                      | Jobie Dajka                                                                |
| Teamsprint           | Australië Ryan Bayley Jobie Dajka Sean Eadie                                    | Engeland Jason Queally Andy Slater Jamie Staff                                  | Schotland Ross Edgar Chris Hoy Craig MacLean                               |
| Tijdrit              | Chris Hoy                                                                       | Jason Queally                                                                   | Jamie Staff                                                                |
| Mountainbiken        |                                                                                 |                                                                                 |                                                                            |
| Cross country        | Roland Green                                                                    | Seamus McGrath                                                                  | Liam Killeen                                                               |
| Weg                  |                                                                                 |                                                                                 |                                                                            |
| Individuele tijdrit  | Cadel Evans                                                                     | Michael Rogers                                                                  | Nathan O'Neill                                                             |
| Wegwedstrijd         | Stuart O'Grady                                                                  | Cadel Evans                                                                     | Baden Cooke                                                                |

### Vrouwen
| Discipline          | Goud            | Zilver           | Brons            |
| Baan                | Baan            | Baan             | Baan             |
| ------------------- | --------------- | ---------------- | ---------------- |
| Achtervolging       | Sarah Ulmer     | Katherine Bates  | Alison Wright    |
| Puntenkoers         | Katherine Bates | Rochelle Gilmore | Clara Hughes     |
| Sprint              | Kerrie Meares   | Lori-Ann Muenzer | Anna Meares      |
| Tijdrit             | Kerrie Meares   | Julie Paulding   | Lori-Ann Muenzer |
| Mountainbiken       |                 |                  |                  |
| Cross country       | Chrissy Redden  | Susy Pryde       | Mary Grigson     |
| Weg                 |                 |                  |                  |
| Individuele tijdrit | Clara Hughes    | Anna Millward    | Lyne Bessette    |
| Wegwedstrijd        | Nicole Cooke    | Sue Polmar-Komar | Rachel Heal      |

## Medaillespiegel
| Plaats | Land          | Goud | Zilver | Brons | Totaal |
| 1      | Australië     | 10   | 7      | 6     | 23     |
| 2      | Canada        | 3    | 3      | 3     | 9      |
| 3      | Nieuw-Zeeland | 2    | 1      | 1     | 4      |
| 4      | Wales         | 1    | 1      | 0     | 2      |
| 5      | Schotland     | 1    | 0      | 1     | 2      |
| 6      | Engeland      | 0    | 5      | 6     | 11     |
| Totaal | Totaal        | 17   | 17     | 17    | 51     |

1934 · 1938 · 1950 · 1954 · 1958 · 1962 · 1966 · 1970 · 1974 · 1978 · 1982 · 1986 · 1990 · 1994 · 1998 · 2002 · 2006 (baan - weg) · 2010 · 2014 · 2018 · 2022 · 2026
Atletiek · Badminton · Boksen · Bowls · Gewichtheffen · Gymnastiek · Hockey · Judo · Netball · Rugby sevens · Schietsport · Schoonspringen · Squash · Synchroonzwemmen · Tafeltennis · Triatlon · Wielersport · Worstelen · Zwemmen